# Une suite pour deux
Pour plus de détails, voir Fiche technique et Distribution.
Une suite pour deux est un téléfilm français réalisé par Didier Albert, diffusé le 1er septembre 2008 sur TF1.

## Synopsis
Julie n'a pas de travail et élève seule ses deux enfants.
Lorsqu'elle gagne une semaine de vacances tous frais payés dans un hôtel de luxe, elle est persuadée que la chance est en train de lui sourire enfin.
C'est sans compter sur Laurent Rozier, photographe de mode hautain et prétentieux, qui prétend avoir réservé la suite royale gagnée par Julie et qui veut à tout prix la déloger.
Elle tient bon et il finit par accepter de partager sa suite avec elle et les enfants.
Mais il compte bien faire de leurs vacances un cauchemar.
Julie répond à ses attaques, le ton monte, tous les coups sont permis, jusqu'au jour où Julie trouve Laurent en train de se pendre au lustre de sa suite.
Elle apprend alors qu'il vient de rompre avec un mannequin et accepte de l'aider à reconquérir la belle...

## Fiche technique
- Réalisateur : Didier Albert
- Scénaristes : Isabelle Dubernet, Eric Fuhrer et Hélène Delale
- Photographie : Thierry Schwartz
- Musique : Frédéric Porte
- Genre : Comédie
- Durée : 90 minutes.
- Dates de diffusion : 1er septembre 2008 et 21 décembre 2011 sur TF1, 20 janvier 2011 et 9 janvier 2014 sur RTBF

## Distribution
- Richard Berry : Laurent Rozier
- Cristiana Réali : Julie Mercœur
- Tasha de Vasconcelos : Olga Semerentovna
- José Paul : Directeur de l'hôtel
- Laurent Ournac : Anthony
- Laurent Hennequin : Alex
- Manon Grosset : Estelle
- Jean-Roch Pirot : Benjamin
- Sébastien Cotterot : Jérôme
- Théo Sentis : Guillaume
- Philippe Sollier : Père Guillaume
- Laurence Colussi : Mère Guillaume
- Laurent Chevalier : Jean-Christophe
- Nathalie Boileau : Helena
- Sylvie Ferro : La guichetière gare
- Gaëtan Wenders : L'employé du golf
- Amanda Delépine : Cyrielle
- Sabrina Paul : La maquilleuse 2
- François Delaive : Le régisseur
- Marion Koen : La caissière
- Robert Sanzey : Le réceptionniste
- Véronique Dimicoli : La maquilleuse 1
- Mireille Rufel : La bonne sœur